# علی ثانی جمعه
علی ثانی جمعه (عربی: علي ثاني جمعة؛ زادهٔ ۱۸ اوت ۱۹۶۸) بازیکن سابق فوتبال اهل امارات متحده عربی است.
وی از سال ۱۹۸۹ تا ۱۹۹۳ در تیم ملی فوتبال امارات متحده عربی بازی انجام داده است و عضو این تیم در جام جهانی فوتبال ۱۹۹۰ بوده است.